# لوک کیج
لوک کیج (به انگلیسی: Luke Cage) با نام اصلی کارل لوکاس، یک شخصیت خیالی ابر قهرمان در کتاب‌های کامیک آمریکایی منتشر شده توسط مارول کامیکس است. این شخصیت به دست آرچی گودوین، جان رومیتا، پدر و جورج توسکا خلق شده و برای اولین بار در لوک کیج، قهرمان استخدامی شماره ۱ (ژوئن ۱۹۷۲) معرفی شد. او نخستین شخصیت ابر قهرمان سیاه پوستی به شمار می‌رود که مجموعه کمیک خود را دریافت کرده بود.
به غیر از کتاب‌های کامیک، شرکت مارول از لوک کیج در دیگر کالاهای خود از جمله پوشاک، اسباب‌بازی، ورق بازی، انیمیشن‌های، تلویزیونی و بازی‌های رایانه‌ای استفاده کرده‌است. مایک کولتر بازیگر آمریکایی نقش لوک کیج را در فصل اول مجموعهٔ تلویزیونی نتفلیکس با عنوان جسیکا جونز، و همچنین در مجموعه تلویزیونی مختص به خود با نام لوک کیج ایفا کرده‌است.

## توانایی‌ها و قدرت‌ها
لوک کیج پس از قرار گرفتن در آزمایشی که با هدف افزایش روند بازسازی سلول‌های بدن انسان طراحی شده بود، دارای توانایی‌های مختلف ابرانسانی فیزیکی گردید. او دارای قدرت، استقامت، دوام ابرانسانی و همچنین پوست آسیب‌ناپذیر (به سختی فولاد تیتانیوم) و بافت‌های عضلانی است، و بدین سبب در برابر آسیب‌ها و جراحات فیزیکی بسیار مقاوم است. پوست او در برابر گلوله‌های کالیبر بالا، جراحت، مواد خورنده، حملات بیولوژیکی، حرارت و فشار بالا مقاوم است.
بافت‌های بدن لوک کیج تولید سموم خستگی به مراتب کمتری نسبت به انسان‌های معمولی می‌کند و در نتیجه استقامت بالایی را برایش فراهم می‌سازند. با وجود دوام و آسیب‌ناپذیری ابرانسانی، امکان زخمی شدن او وجود دارد. در این صورت لوک کیج قادر به بازیابی جراحات خفیف در ۱/۳ زمانی است که انسان‌های معمولی ترمیم می‌شوند. او همچنین مبارز تن‌به‌تن ماهر و دارای سال‌ها تجربه در مبارزات خیابانی است، و به گفتهٔ خودش آموزش فشرده‌ای نیز نزد مشت آهنی دیده است. لوک کیج خودآموزی در رشتهٔ حقوق است و به چندین زبان صحبت می‌کند.